# M/S Baltica (1982)
M/S Baltica är ett fartyg som byggdes 1982 av AB Åsiverken i Åmål och levererades till Sjöfartsverket i Norrköping. M/S Baltica ansvarar för farledshållningen tillsammans med respektive lotsstation längs Sveriges Östersjökust. M/S Baltica har systerfartyget M/S ''Scandica'', som byggdes 1983 på samma varv.
Fartyget används för bland annat mätning och underhåll av farleder och utsättning respektive justering  av prickar och bojar. Fartyget är tillsammans med M/S Scandica även hjälpisbrytare och utrustat med luftbubblingssystem i fören och på sidorna och har styrpropellrar i fören och aktern. På morgonen den 13 januari 2010 gick M/S Baltica på grund i Sandhamnsleden och började läcka diesel. Hon kom loss efter ett tag och blev assisterad till Djurö, där man gjorde en inspektion, därefter reparerades hon på  Muskövarvet.
Sedan 2011 används M/S Baltica till övervägande del av Sjöfartsverket som sjömätningsfartyg. Sjömätning utförs av fartyget på öppet hav för att med modern teknik kartlägga de områden som handelssjöfarten nyttjar.

## Bildgalleri

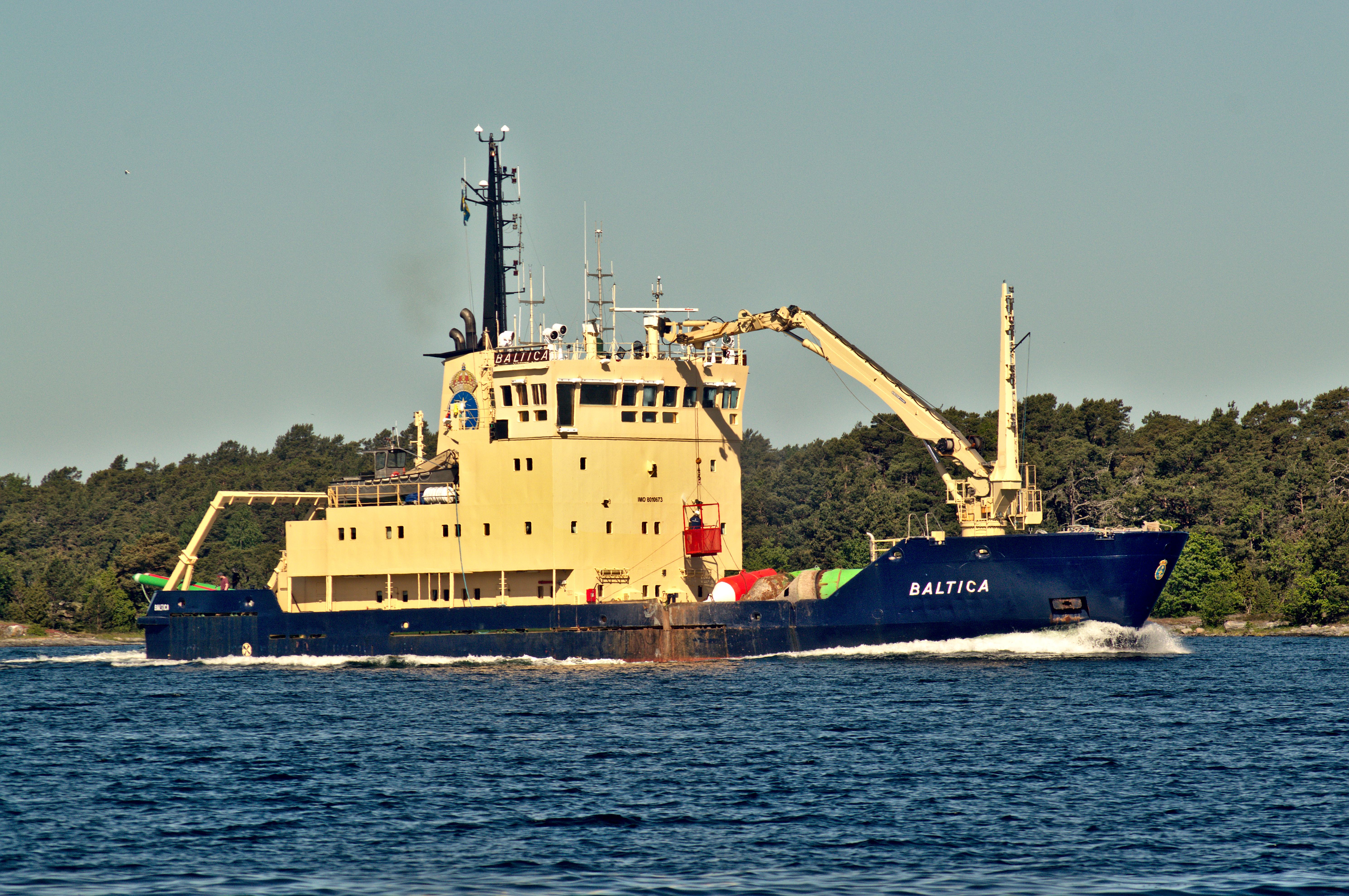
M/S Baltica utanför Ornö 2015